# Verbier
Verbier ist ein Ort der Gemeinde Val de Bagnes im Bezirk Entremont im Kanton Wallis in der Schweiz. Verbier ist als Wintersportgebiet bekannt.

## Geografie
Verbier liegt etwa 10 km östlich von Martigny an der östlichen Talseite der Dranse de Bagnes in einem weiten Talkessel auf einer Geländeterrasse. Im Norden verläuft die Gemeindegrenze über die Bergkette vom Pierre Avoi über die Passübergänge Col de la Marlene und Croix de Coeur bis zur Tête des Etablons, im Osten vom Pass Col des Mines zum Mont Gelé auf den Mont Fort und weiter bis zum Massiv der Rosablanche. Vom Tal in Le Châble überwindet die von Sembrancher kommende Hauptstrasse 205 mit 13 Kehren die mehr als 650 Meter Höhenunterschied bis zum Ortszentrum von Verbier (1490 m ü. M.). Die ganze Siedlung erstreckt sich über eine Höhe von etwa 1400 m bis 1700 m.
Das alte Dorf Verbier Village liegt unterhalb der Ferienstation am Berghang.

## Geschichte
Auf einem Bergvorsprung unterhalb der Pierre Avoi lag die mittelalterliche Burg von Verbier.
Über dem ursprünglichen Dorf von Verbier befinden sich ausgedehnte Alpgebiete: La Marlénaz, Les Grand-Plans, Le Vacheret, La Chaux. Seit dem Mittelalter führt eine Suone (Ancien Bisse du Levron) einen Teil der Bachwässer unterhalb des Glacier de La Chaux durch die Alpweiden von Verbier nach Levron. In der zweiten Hälfte des 20. Jahrhunderts sind die Alpgebiete von Bagnes mit einer Güterzusammenlegung saniert worden. In den Ortschaften Verbier und Médières bestehen eine gemeinsame Viehzuchtgenossenschaft und seit 1960 die Zentralkäserei von Verbier.
1937 konstituierte sich die Société de Développement de Verbier, um den Ausbau des Tourismusortes im Landwirtschaftsgebiet von Verbier zu steuern.

## Tourismus

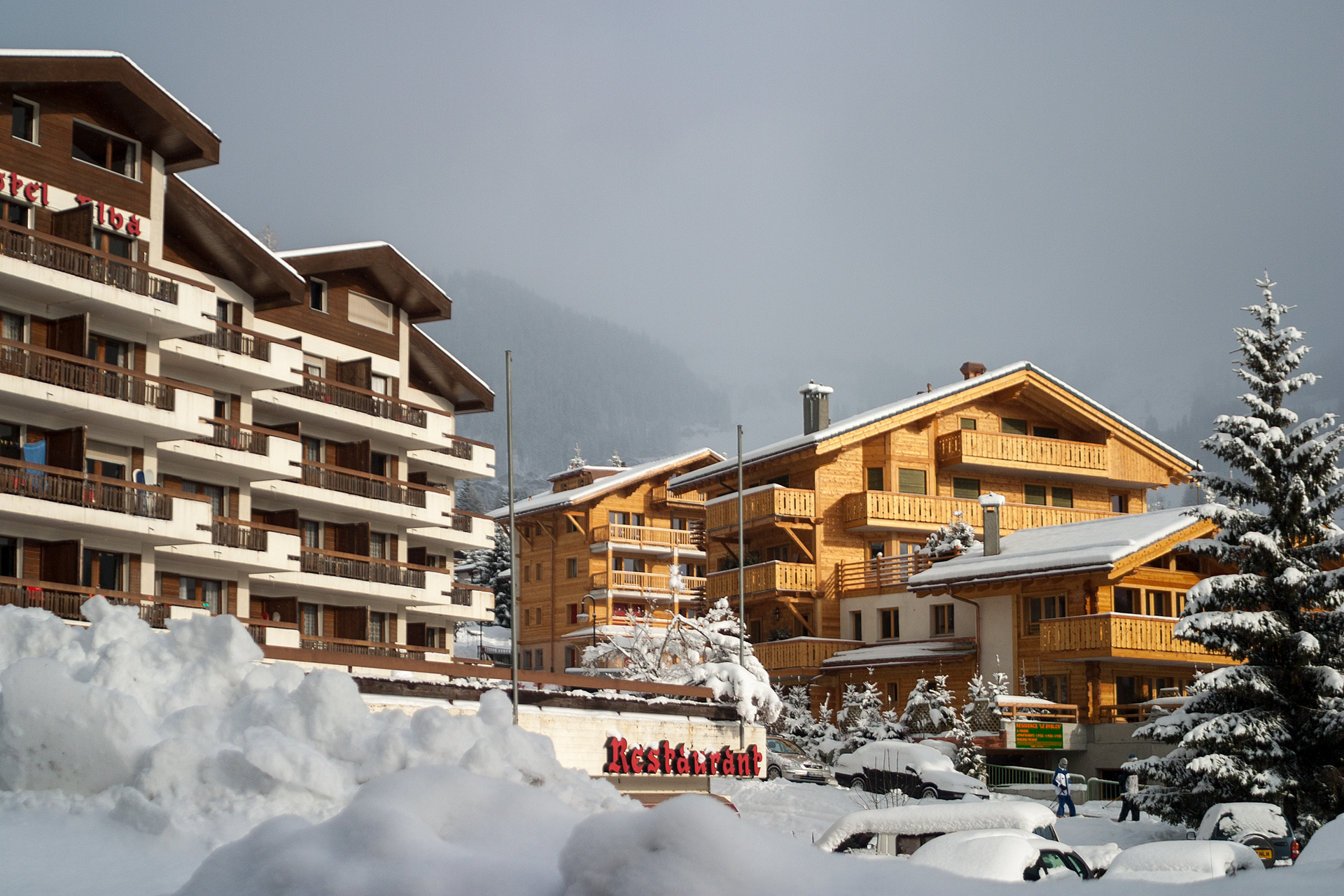
Mitten im Dorf

Am 31. Juli 2020 hatte Verbier 2'901 Einwohner und verfügte über mehr als 25'000 Fremdenbetten. Der Ort ist Teil des 4-Vallées-Wintersportgebiets, zu dem neben Verbier noch Nendaz, La Tzoumaz, Veysonnaz, Thyon, Les Collons, Les Masses und Bruson gehören. Gelegen im Val de Bagnes gilt Verbier als eines der ersten Gebiete der Alpen für das Fahren im freien Gelände. Höchster Punkt des Wintersportgebiets ist der südöstlich von Verbier gelegene Mont Fort (3330 m ü. M.) und ist damit das dritthöchste Wintersportgebiet der Schweiz (nach Zermatt und Saas-Fee). Die auffällige, ausserordentlich starke Zunahme von Hotels und Wohnbauten im Gebiet von Verbier hat seit der Mitte des 20. Jahrhunderts und im beginnenden 21. Jahrhundert oftmals zu Diskussionen über eine nachhaltige Entwicklung von Infrastrukturen für den Tourismus und über die behördliche Bauaufsicht geführt.
Zwischen Verbier und Riddes liegt das Skigebiet La Tzoumaz-Savoleyres.
Unterhalb des Mont-Fort hat die SAC-Sektion Jaman die Berghütte Cabane du Mont-Fort errichtet. An der westlichen Flanke des Bec des Rosses führt der Bergwanderweg Sentier des Chamois von La Chaux über den Col Termin auf die Alp Louvie und nach Fionnay.

## Sport
Verbier ist immer wieder Austragungsort sportlicher Wettbewerbe, so etwa des Alpinen Skiweltcups der Damen in den Jahren 1983 und 1984, der Gleitschirmweltmeisterschaft 1993 und den 20. Alpinen Ski-Juniorenweltmeisterschaften 2001. 2005 war Verbier Etappenort der Tour de Suisse. Seit 2005 findet in Verbier regelmässig ein Lauf des Speedski-Weltcups auf dem Hang des Mont Fort statt.
Seit 1996 findet zudem jährlich das Finale der Freeride-World Tour in Verbier statt. Beim "Xtreme-Verbier" messen sich die besten Freerider auf dem Bec de rosses.
Im Jahr 2009 war Verbier erstmals Zielort einer Tour-de-France-Etappe. Der Sieger der ersten Alpenetappe war der Spanier Alberto Contador vom kasachischen Pro Team Astana.
Das Reitturnier von Verbier ist seit 2012 ein CSI-Wettbewerb.
Jeden September wird das Verbier Bike Festival durchgeführt. Von den Liftanlagen in Le Châble aus zugänglich, bietet die Region zudem neun Downhill-Strecken, 18 Enduro-Trails, 500 Kilometer Cross-Country-Routen sowie zahlreiche Strecken für E-Bikes.
Nach Verbier führt die Patrouille des Glaciers.

## Verkehr
Eine Fahrstrasse aus dem Tal in das Dorf Verbier-Village besteht seit 1936 und von dort auf die Terrasse mit den frühen Tourismuseinrichtungen seit 1949. 1950 entstand der erste Sessellift im Kurort auf die Anhöhe bei Les Ruinettes. Die Seilbahn von der Talortschaft Le Châble, die seit 1953 mit der Eisenbahn erreichbar ist, nach Verbier nahm im Jahr 1975 den Betrieb auf.

## Sakralbauten

### Pfarrkirche Verbier-Village
Die 1973 von Bischof Nestor Adam geweihte Bartholomäus-Kirche wurde von Cyrille Gard entworfen. Besondere Erwähnung verdient der Kirchturm mit seinen drei Glocken.

### Kapelle Verbier-Village
Die im Oktober 1686 fertiggestellte Bartholomäuskapelle wurde 1866 vergrössert. Vom alten Bau sind noch der Chor, der Altar und einige Gemälde erhalten. 1874 erhielt die Kapelle eine neue Glocke.

### Kirche Verbier-Station

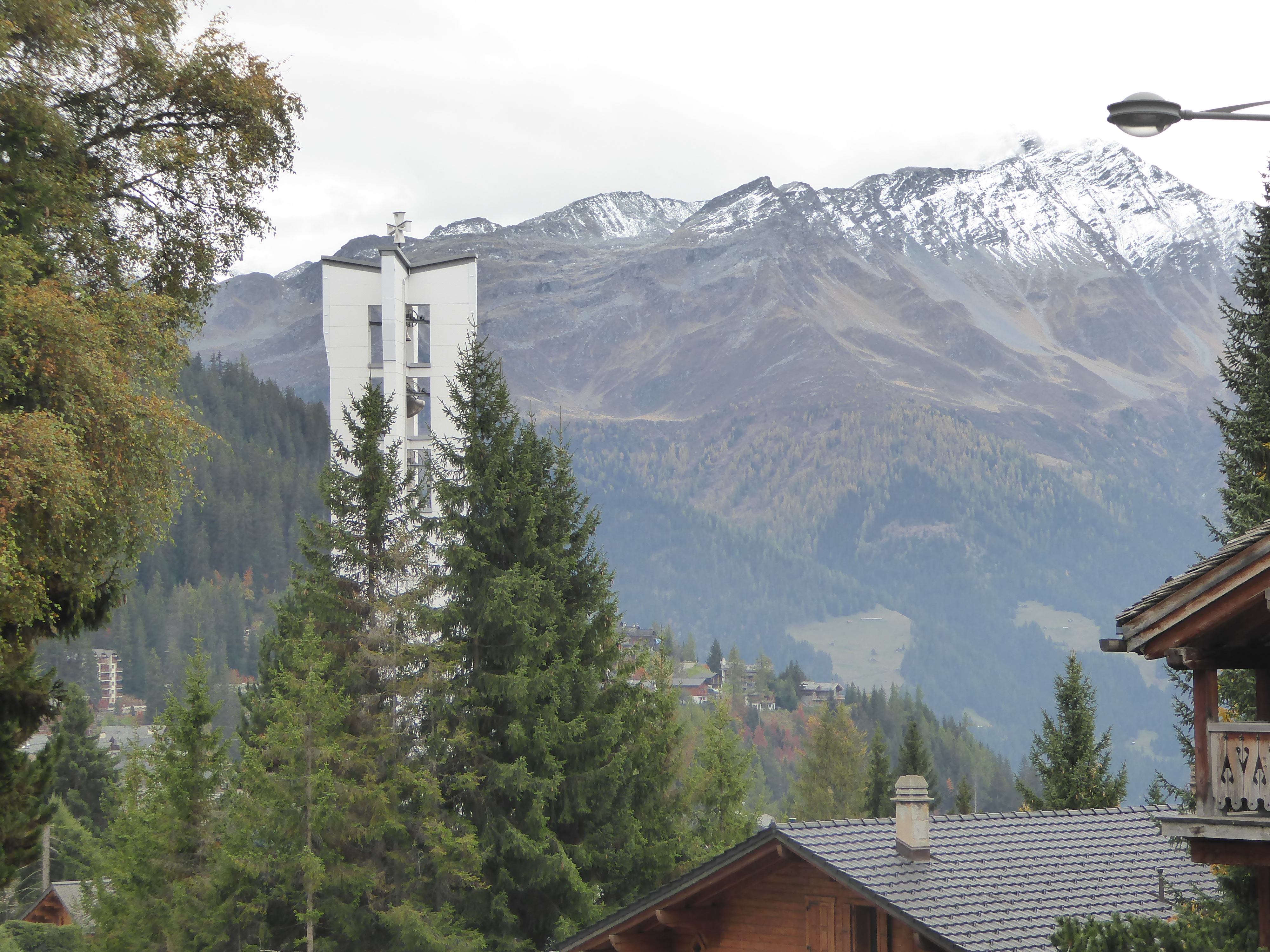
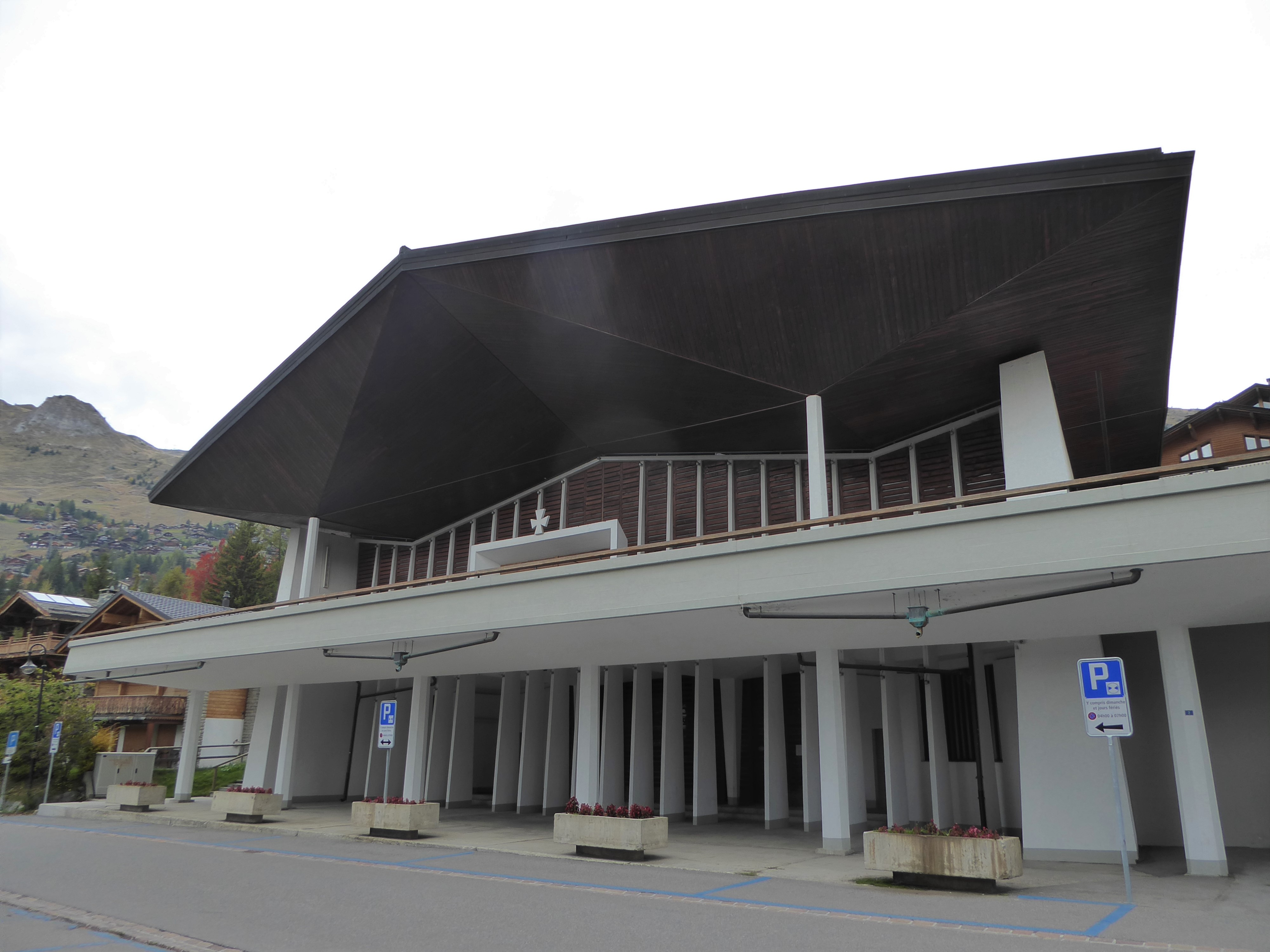
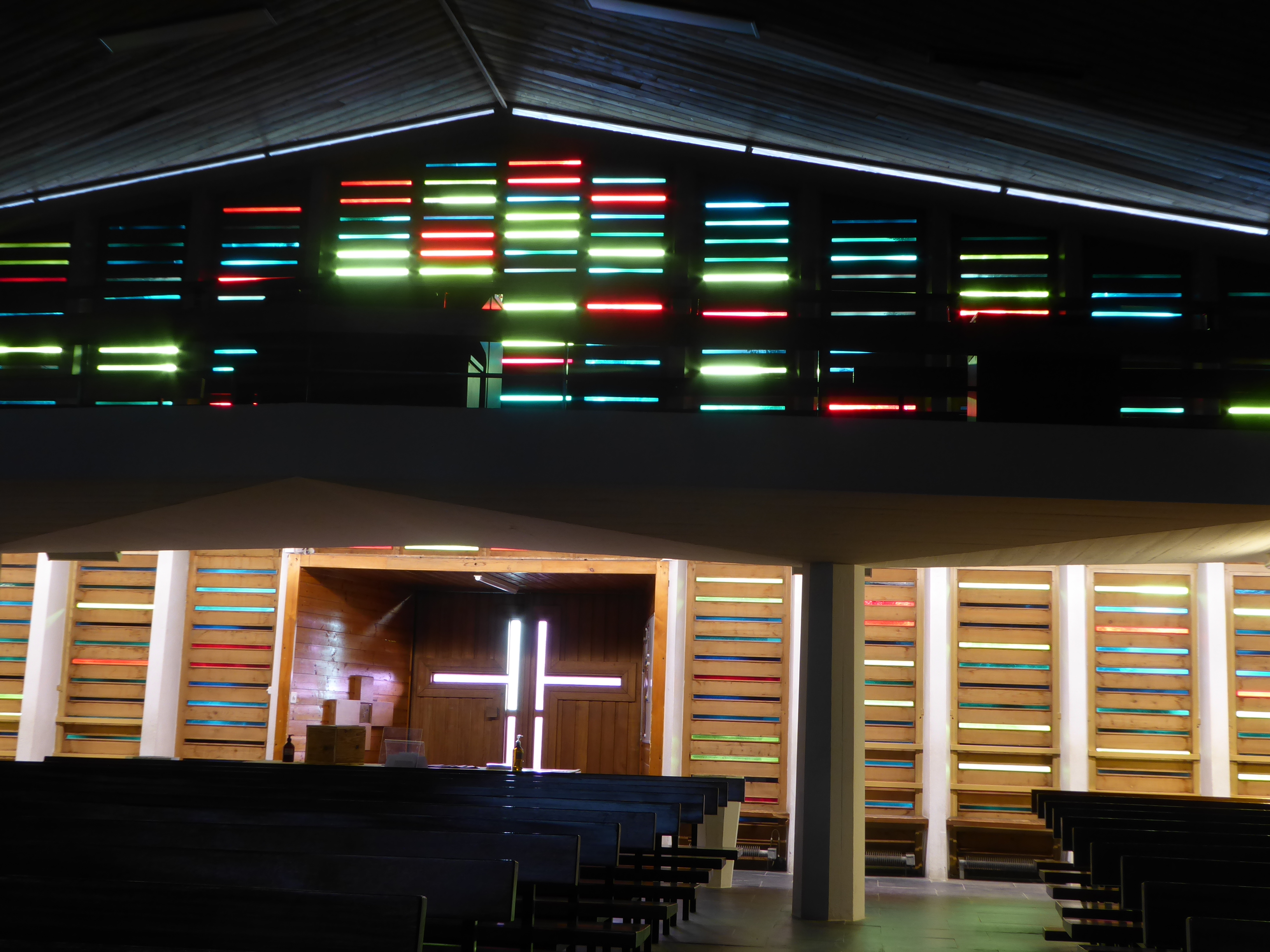
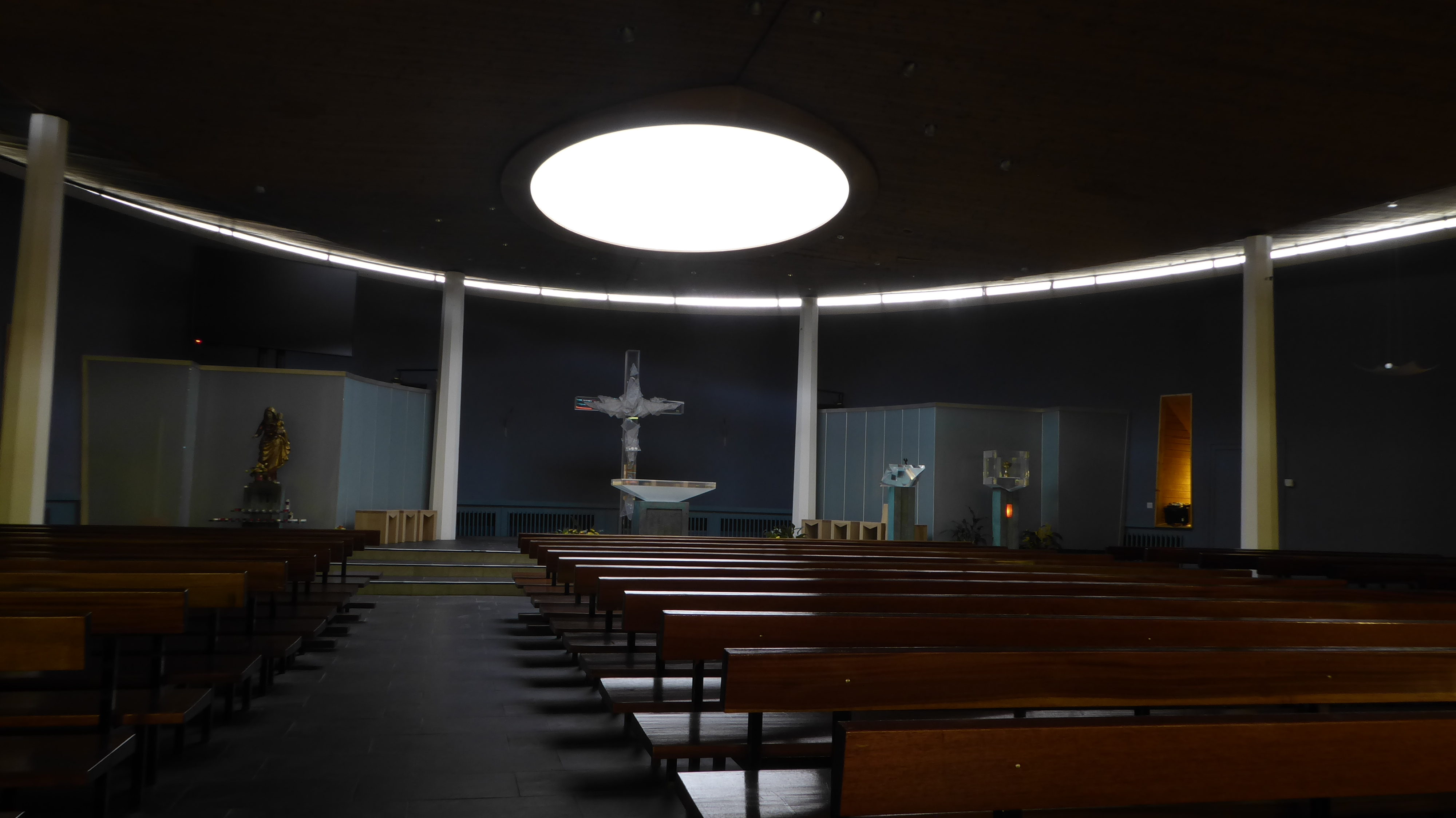

Die von Jean Ellenberger entworfene Kirche, die in ihrer Form an einen Kelch erinnert, wurde von 1959 bis 1961 erbaut und 1969 von Bischof Nestor Adam dem unbefleckten Herzen Mariä  geweiht. Seit 1994 werden in der Kirche zahlreiche Konzerte des Verbier Festival und der Festival Academy abgehalten.

## Verbier Festival
Seit 1994 findet im Sommer in Verbier regelmässig ein Festival klassischer Musik statt, das Verbier Festival. Während 17 Tagen treffen etablierte klassische Musiker und Nachwuchstalente zu Seminaren zusammen. Weiters finden täglich kostenfreie Konzerte an verschiedenen Orten statt.